# Tour d'Albanie
Le Tour d'Albanie (en albanais : Turi Çiklistik i Shqipërisë) est une course cycliste par étapes disputée en Albanie. Créé en 1925, il est organisé par la Fédération albanaise de cyclisme.
L'épreuve est inscrite depuis 2017 au calendrier de l'UCI Europe Tour en catégorie 2.2, à l'exception de l'édition 2021.
L'édition 2020 est annulée en raison de la pandémie de coronavirus,.

## Palmarès
| Année     | Vainqueur                                   | Deuxième                                    | Troisième                                   |
| --------- | ------------------------------------------- | ------------------------------------------- | ------------------------------------------- |
| 1925      | Jonuz Gjylbegu                              |                                             |                                             |
| 1926-1935 | non disputé                                 | non disputé                                 | non disputé                                 |
| 1936      | Koco Kereku                                 |                                             |                                             |
| 1936-1945 | non disputé                                 | non disputé                                 | non disputé                                 |
| 1946      | Pirro Angjeli                               |                                             |                                             |
| 1947      | Gani Lacej (sq)                             |                                             |                                             |
| 1948      | Mishel Cico                                 |                                             |                                             |
| 1949      | Pirro Angjeli                               |                                             |                                             |
| 1950      | Fadil Muriqi                                |                                             |                                             |
| 1951      | Fadil Muriqi                                |                                             |                                             |
| 1952      | Fadil Muriqi                                |                                             |                                             |
| 1953      | Fadil Muriqi                                |                                             |                                             |
| 1954      | Bilal Agalliu (sq)                          |                                             |                                             |
| 1955      | Bilal Agalliu (sq)                          |                                             |                                             |
| 1956      | Bilal Agalliu (sq)                          |                                             |                                             |
| 1957      | Bilal Agalliu (sq)                          |                                             |                                             |
| 1958      | Bilal Agalliu (sq)                          |                                             |                                             |
| 1959      | Bilal Agalliu (sq)                          |                                             |                                             |
| 1960      | Bilal Agalliu (sq)                          |                                             |                                             |
| 1961      | Bilal Agalliu (sq)                          |                                             |                                             |
| 1962      | Bilal Agalliu (sq)                          |                                             |                                             |
| 1963      | Bilal Agalliu (sq)                          |                                             |                                             |
| 1964      | Ruzhdi Muriqi                               |                                             |                                             |
| 1965      | Bilal Agalliu (sq)                          |                                             |                                             |
| 1966      | Shefqet Dervishi                            |                                             |                                             |
| 1967      | Sali Hima                                   |                                             |                                             |
| 1968      | Sali Hima                                   |                                             |                                             |
| 1969      | Dashamir Rama                               |                                             |                                             |
| 1970      | Muharrem Ahmeti                             |                                             |                                             |
| 1971      | Lutfi Zino                                  |                                             |                                             |
| 1972      | Muharrem Ahmeti                             |                                             |                                             |
| 1973      | Agron Tafilica                              |                                             |                                             |
| 1974      | Agron Tafilica                              |                                             |                                             |
| 1975      | Agron Tafilica                              |                                             |                                             |
| 1976      | Kastriot Mezini                             |                                             |                                             |
| 1977      | Lutfi Zino                                  |                                             |                                             |
| 1978      | Agron Huqi                                  |                                             |                                             |
| 1979      | Agim Tafili                                 |                                             |                                             |
| 1980      | Agim Tafili                                 |                                             |                                             |
| 1981      | Agim Tafili                                 |                                             |                                             |
| 1982      | Agim Tafili                                 |                                             |                                             |
| 1983      | Albert Çuko                                 |                                             |                                             |
| 1984      | Albert Çuko                                 |                                             |                                             |
| 1985      | Albert Çuko                                 |                                             |                                             |
| 1986      | Ardian Ferraizi                             |                                             |                                             |
| 1987      | Agron Huqi                                  |                                             |                                             |
| 1988      | Sytki Tafili                                |                                             |                                             |
| 1989      | Selim Çelmeta                               |                                             |                                             |
| 1990      | Selim Çelmeta                               |                                             |                                             |
| 1991      | Agim Paja (it)                              |                                             |                                             |
| 1992      | non disputé                                 | non disputé                                 | non disputé                                 |
| 1993      | Agron Boga                                  |                                             |                                             |
| 1994      | Agim Paja (it)                              |                                             |                                             |
| 1995      | Besnik Musaj (nl)                           |                                             |                                             |
| 1996      | Besnik Musaj (nl)                           |                                             |                                             |
| 1997      | Besnik Musaj (nl)                           |                                             |                                             |
| 1998      | Besnik Musaj (nl)                           |                                             |                                             |
| 1999      | Besnik Musaj (nl)                           |                                             |                                             |
| 2000      | Besnik Musaj (nl)                           |                                             |                                             |
| 2001      | Besnik Musaj (nl)                           |                                             |                                             |
| 2002      | Admir Hasimaj                               |                                             |                                             |
| 2003      | Palion Zarka                                |                                             |                                             |
| 2004      | Palion Zarka                                |                                             |                                             |
| 2005      | Palion Zarka                                | Altin Buzi                                  | Plamen Dimov                                |
| 2006      | Palion Zarka                                | Besmir Banushi                              | Jonid Tosku                                 |
| 2007      | Palion Zarka                                | Besmir Banushi                              | Jonid Tosku                                 |
| 2008      | Jonid Tosku                                 | Besmir Banushi                              | Palion Zarka                                |
| 2009      | Jonid Tosku                                 | Besmir Banushi                              | Palion Zarka                                |
| 2010      | Besmir Banushi                              | Jonid Tosku                                 | Xhevahir Jahja                              |
| 2011      | Besmir Banushi                              | Altin Sufa                                  | Ylber Sefa                                  |
| 2012      | Besmir Banushi                              | Altin Sufa                                  | Ylber Sefa                                  |
| 2013      | Eugert Zhupa                                | Esad Hasanović                              | Stefan Stefanović                           |
| 2014      | Marko Stanković                             | Yrmet Kastrati                              | Paolo Braka                                 |
| 2015      | Marko Stanković                             | Ylber Sefa                                  | Besmir Banushi                              |
| 2016      | Ylber Sefa                                  | Besmir Banushi                              | Altin Sufa                                  |
| 2017      | Francesco Manuel Bongiorno                  | Pierpaolo Ficara                            | Michele Gazzara                             |
| 2018      | Michele Gazzara                             | Nicola Gaffurini                            | Bruno Maltar                                |
| 2019      | Filippo Fiorelli                            | Etienne van Empel                           | Sebastian Schönberger                       |
| 2020      | Annulé en raison de la pandémie de Covid-19 | Annulé en raison de la pandémie de Covid-19 | Annulé en raison de la pandémie de Covid-19 |
| 2021      | Dušan Veselinović                           | Glen Van Nuffelen                           | Gregor Matija Černe                         |
| 2022      | Ylber Sefa                                  | Cristian Raileanu                           | Mikel Demiri                                |
| 2023      | Max Stedman                                 | Cristian Raileanu                           | Periklís Ilías                              |
| 2024      | Veljko Stojnić                              | Vedad Karić                                 | Koos Jeroen Kers                            |
| 2025      | Tom Jonkmans                                | Gabriele De Fabritiis                       | Ognjen Ilić                                 |